# NGC 2951-2
NGC 2951-2 is een elliptisch sterrenstelsel in het sterrenbeeld Waterslang. Het hemelobject werd op 6 februari 1864 ontdekt door de Duitse astronoom Albert Marth. Het bevindt zich in de buurt van NGC 2951-1.

## Synoniemen
- MCG 0-25-6
- ZWG 7.17
- NPM1G -00.0252
- PGC 27562